# Kolej wąskotorowa cukrowni w Chybiu
Kolej wąskotorowa cukrowni w Chybiu – kolejka wąskotorowa poprowadzona z Drogomyśla do cukrowni w Chybiu.

## Historia
Cukrownia w Chybiu wybudowana została z inicjatywy Komory Cieszyńskiej w 1884 roku. Koleje wąskotorowa miała zapewnić dowóz buraków cukrowych do zakładów podczas kampanii cukrowniczych, które rozpoczynały się zazwyczaj w październiku i trwały zwykle około trzech miesięcy. Główna ładownia była zlokalizowana w Drogomyślu w pobliżu zabudowań Centrum Rozrodu Koni. Linia została poprowadzone przez Zaborze i Mnich. Na początkowym odcinku od linii została wytyczona trasa długości około 1,5 kilometra w kierunku brzegu rzeki Wisły w Ochabach. Odgałęzieniem tym transportowano żwir wydobywany znad brzegu Wisły, który wykorzystywano na terenie cukrowni. Kolejka została zlikwidowana po I wojnie światowej. Wynikało to ze zmniejszonego spożycia cukru i wielokrotnego nadmiaru podaży nad możliwościami nabywczymi ludności, gdyż cukrownia mogła sprzedawać swoje produkty tylko w wyznaczonych rejonach kraju. Na kolejce eksploatowano dwie dwuosiowe lokomotywy parowe wyprodukowane w niemieckich zakładach Maschinenbau-Gesellschaft Heilbronn w 1884 roku. Buraki transportowano na niewielkich dwuosiowych wagonach. Po likwidacji kolejki jedna z lokomotyw została prawdopodobnie sprzedana Kolei Lokalnej Chybie-Strumień, gdzie przebudowano ją na rozstaw kół 760 mm. Wzdłuż ulicy Klonowej w Drogomyślu zachował się nasyp kolejki.